# Artern
Artern (innan 2019 Artern/Unstrut) är en tysk stad i distriktet Kyffhäuserkreis i förbundslandet Thüringen. Staden ligger vid floden Unstrut.  Förutom själva staden ingår byarna Schönfeld och Kachstedt. Staden ombildades den 1 januari 2019 när Artern/Unstrut, Heygendorf och Voigtstedt bildade den nya staden Artern som ingår i förvaltningsgemenskapen Artern tillsammans med kommunerna Borxleben, Gehofen, Kalbsrieth, Mönchpfiffel-Nikolausrieth och Reinsdorf.
Artern nämns 786 för första gången i en urkund. Samhället fick 1323 stadsrättigheter och samtidig byggdes en ringmur med flera torn kring staden. 1436 etablerades en självständig domstol i staden. Orten växte trots vissa bakslag (trettioåriga kriget, stadsbranden 1683). I samband med den industriella revolutionen tillkom även flera fabriker. Redan under 1700-talet byggdes under ledning av den sachsiska bergmannen Johann Gottfried Borlach ett betydande saltverk. Efter Tysklands återförening stängde flera industrier i staden vilket medförde hög arbetslöshet.
I slutet av 1700-talet levde poeten Novalis några år i Artern.

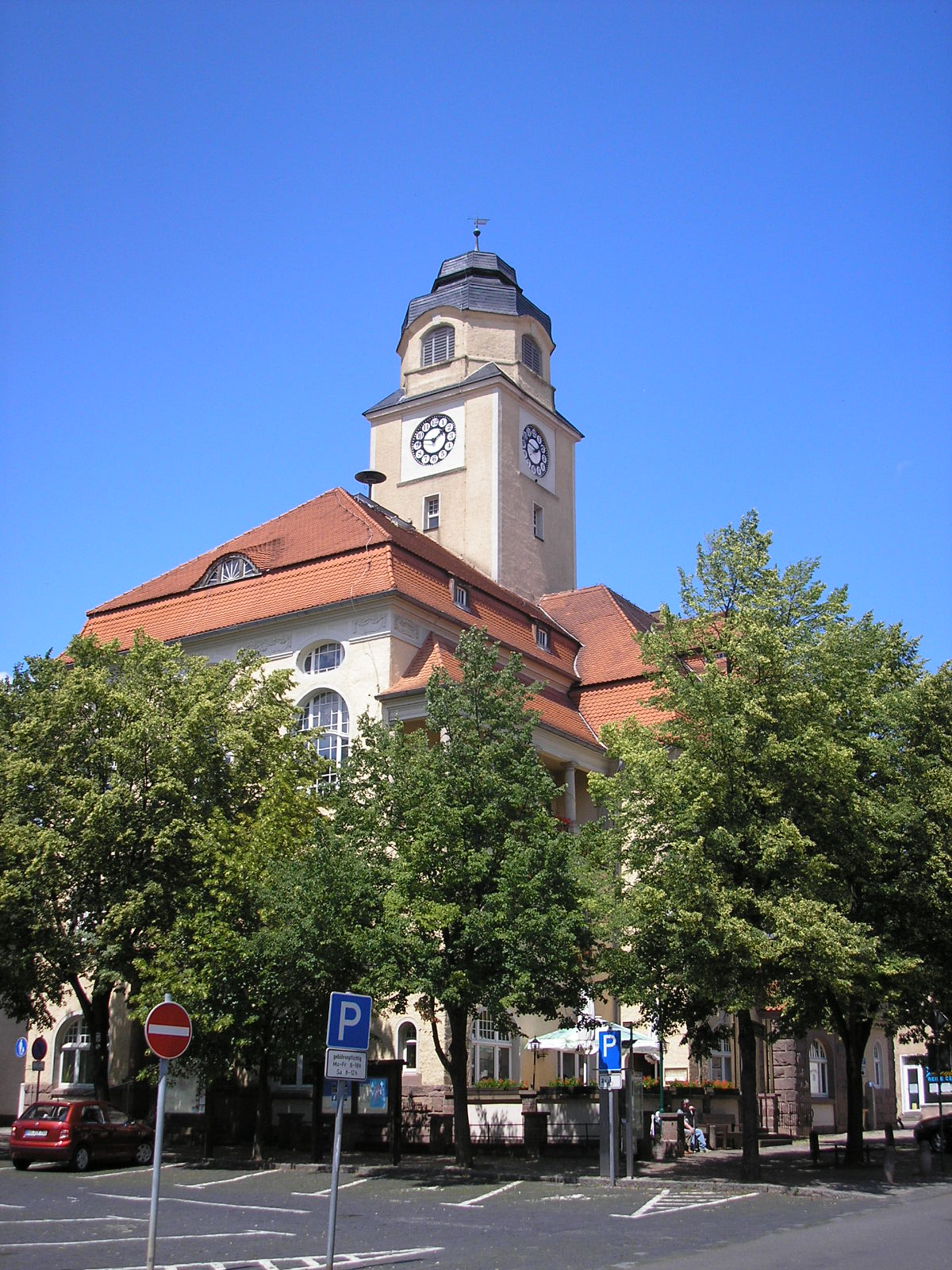
Rådhuset
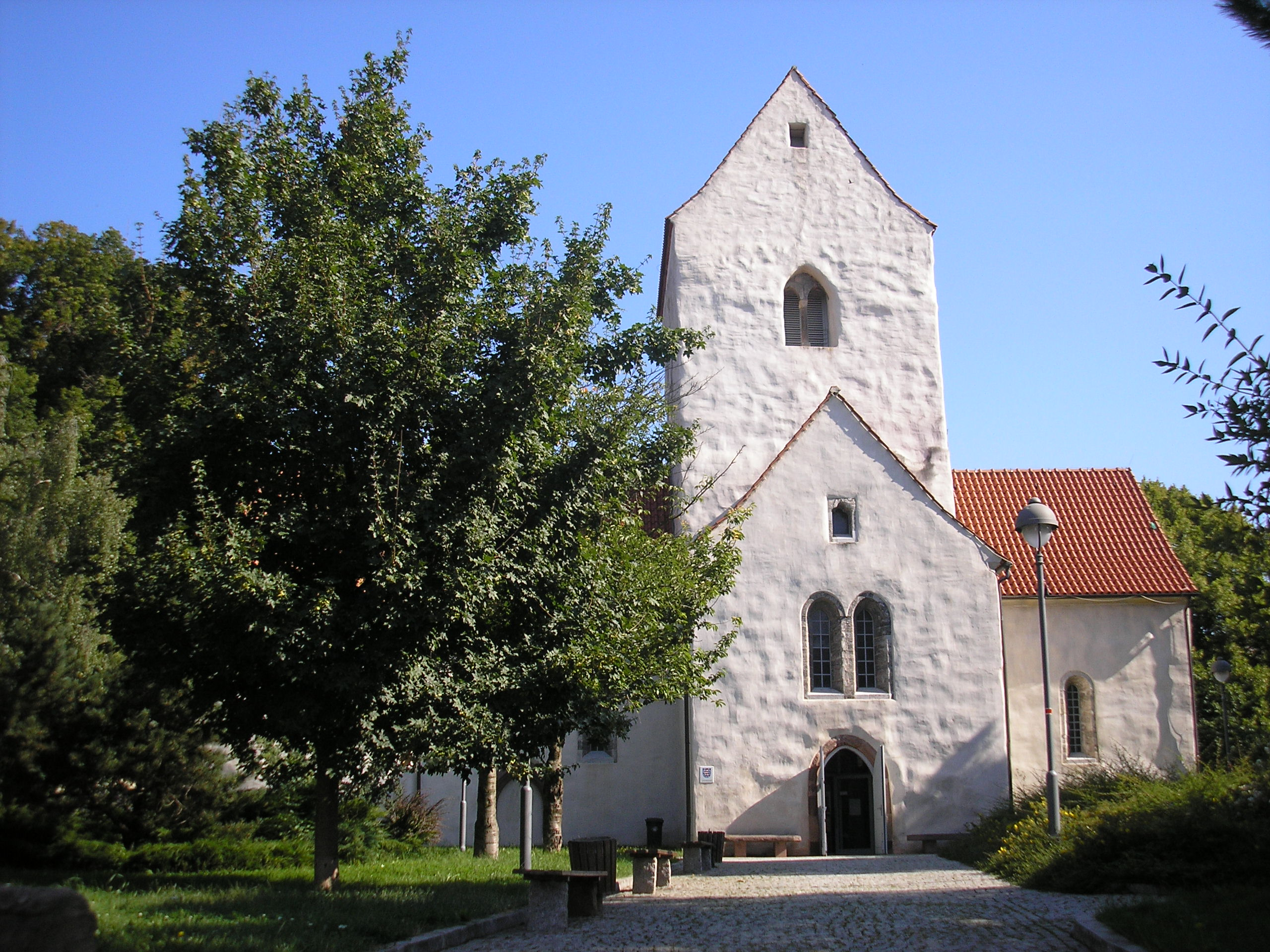
Veitskirche
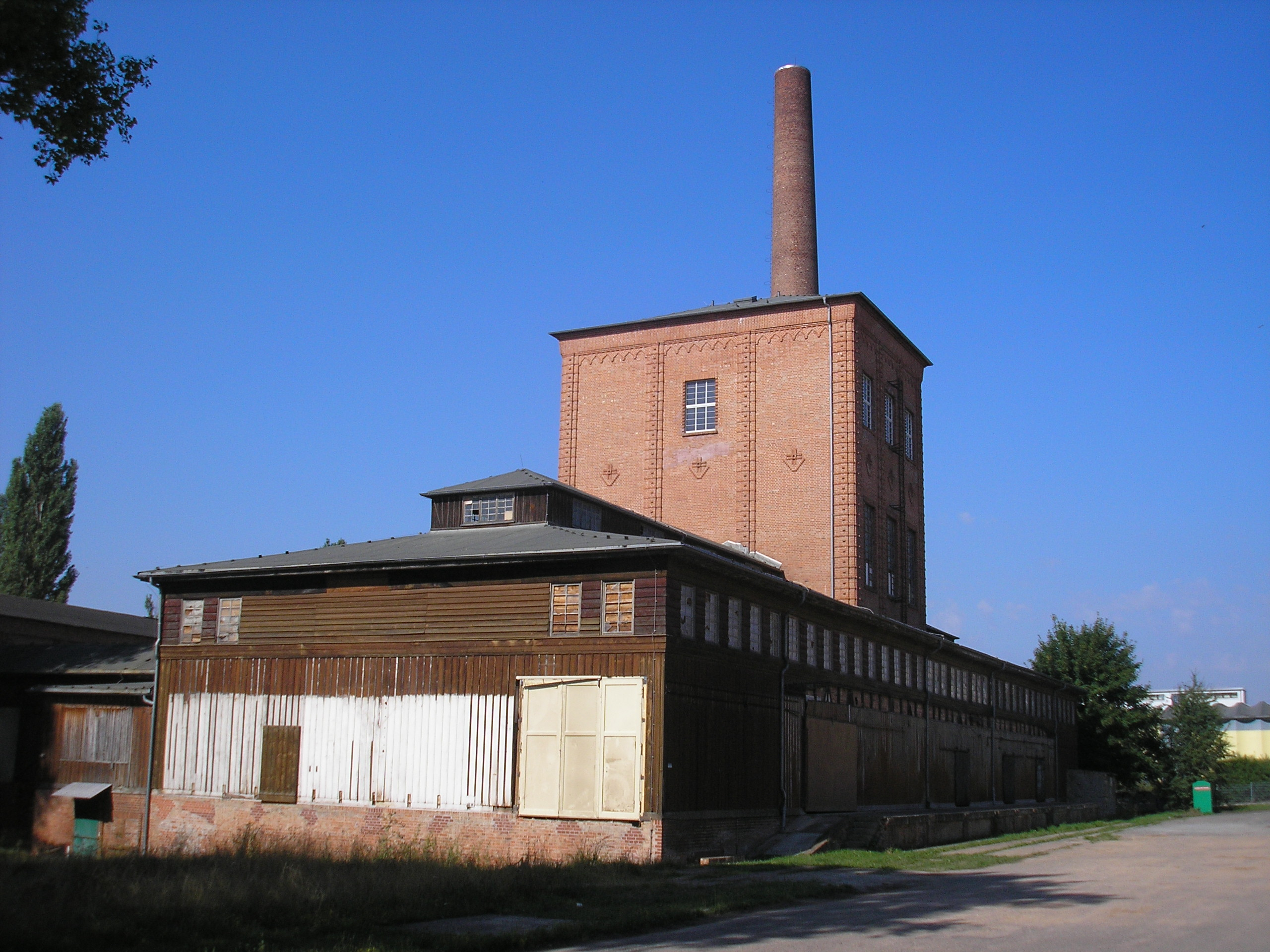
nedlagt saltverk